# Hippolyte Carnot

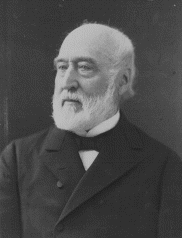
Hippolyte Carnot

Lazare Hippolyte Carnot (geboren 6. Oktober 1801 in Saint-Omer; gestorben 16. März 1888 in Paris) war ein französischer Politiker und Publizist. Er war der zweite Sohn des französischen Offiziers, Mathematikers und Politikers Lazare Carnot (1753–1823) und der Vater des zukünftigen französischen Präsidenten, Sadi Carnot (1837–1894).

## Biografie
Nach der Niederlage Napoleons und der zweiten Wiederherstellung der Bourbonenmonarchie von 1815 bis 1823 lebte er mit seinem Vater im Exil, mehrere Jahre in Deutschland, für längere Zeit in Magdeburg, wo er deutsche Sprache und Literatur studierte. Er bereitete sich auf den Anwaltsberuf vor, wollte aber nicht den Huldigungseid auf den König ablegen, der erforderlich war, um Mitglied der Anwaltskammer werden zu können. Er trat der Schule von Henri de Saint-Simon (den Saint-Simonisten) bei und wurde aktiver Mitarbeiter an einem ihrer Organe, der Zeitschrift Le Producteur.
Carnot beteiligte sich aktiv an der Julirevolution von 1830, weil er die Meinung über die Unabhängigkeit der sozialen Organisation von der Regierungsform von Enfantin – der alleiniger Chef der Saint-Simonisten wurde – nicht teilte. Als Enfantin einen besonderen Saint-Simonisten-Kult kreieren wollte, trennte sich Carnot schließlich von dieser Schule, mit ihm auch Saint-Amand Bazard, Pierre Leroux, Jean Reynaud und andere. Während dieser Jahre nahm Carnot an den Aktivitäten der von seinem Vater gegründeten Gesellschaft zur Verbreitung der Grundschulbildung teil und arbeitete für den Globe, den Organisateur und die Revue Encyclopédique.
Bei den Wahlen 1839 wurde er aus Paris zum Mitglied der Abgeordnetenkammer gewählt. Im Parlament gehörte er der äußersten Linken an, obwohl er manchmal Thiers unterstützte. In seiner Schrift Les radicaux et la charte (1847) bekannte er sich offen als Republikaner. Während der Februarrevolution von 1848 sprach er sich für die Republik aus. Die Provisorische Regierung von 1848 ernannte Carnot zum Minister des öffentlichen Unterrichts und des Kultus. Er behielt diese Position nur bis zum 5. Juli, wobei ihm in der relativ kurzen Zeit viel gelang.
Bei einer Nachwahl zu den Parlamentswahlen von 1849 wurde er 1850 Mitglied der Gesetzgebenden Versammlung. Nach dem Staatsstreich von Louis Napoleon (Napoleon III.) im Dezember beteiligte sich Carnot an Versuchen, bewaffneten Widerstand zu organisieren, und war einer der Abgeordneten (von 1846), die den letzten Protest der Volksvertretung unterzeichneten. Trotzdem befand sich Carnot nicht auf den Verbannungslisten. 1852 wurde Carnot zum Mitglied der Legislative gewählt, wurde jedoch (mit Cavaignac und Hénon) wegen Verweigerung des Huldigungseides nicht zugelassen. Aus dem gleichen Grund weigerte er sich, nach den Neuwahlen 1857 den Deputierten beizutreten. Carnot wurde bei den Wahlen 1863 zum dritten Mal gewählt und trat dem Gesetzgebenden Körper bei. Er war einer von 35 Mitgliedern der Opposition.
Nach der Beseitigung des Zweiten Kaiserreichs (Second Empire) ernannte die provisorische Regierung Carnot zum Maire (Bürgermeister) des 8. Bezirks von Paris, und bei den Wahlen 1871 wurde er zum Mitglied der Nationalversammlung gewählt. Er hat an der Ausarbeitung der Verfassungsgesetze von 1875 teilgenommen. Carnot wurde zum Sénateur inamovible gewählt. Trotz seines hohen Alters nahm Carnot aktiv an der Arbeit des Senats teil und präsidierte dort bei der Eröffnung der Sitzungen als Ältester – zum letzten Mal 1888, wenige Tage nach der Wahl seines Sohnes, Marie François Sadi Carnot, zum Präsidenten der III. Republik. 1887 wurde er in die Académie des sciences morales et politiques (Akademie der Moralischen und Politischen Wissenschaften) gewählt. Kurz vor seinem Tod gründete Carnot eine Gesellschaft, um die Geschichte der Französischen Revolution zu studieren.
Er veröffentlichte zahlreiche Aufsätze in sozialistischen Journalen und demokratischen Revuen und eine größere Anzahl von Monographien.

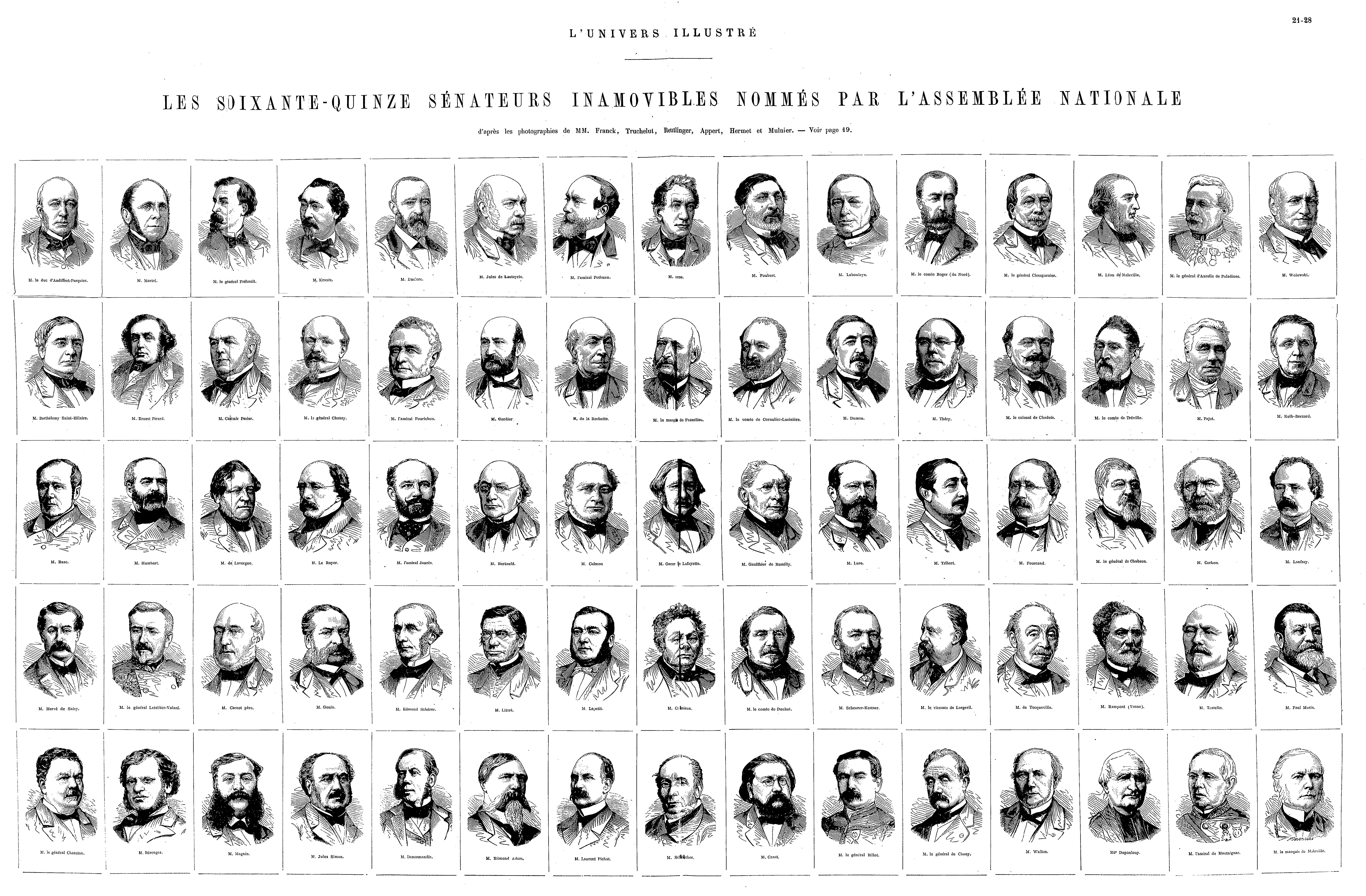
Die 75 ersten sénateurs inamovibles (L'Univers illustré, 8. Januar 1876)

Er ist auf dem Cimetière du Père-Lachaise begraben.

## Schriften (Auswahl)
- Doctrine Saint-Simonienne: Résumé général de l’exposition faite en 1829 et 1830. Extrait de la Revue Encyclopédique (Novembre 1830). Paris, Bureau de l’Organisateur et du Globe, 1831. Digitalisat 45 p. Deuxième édition (mit einer Bibliographie, bezieht die sich auf die Frage der Anwendung der Lehre Saint-Simons in der Öffentlichkeit).
- Grégoire (Abbé Henri), Évêque constitutionnel de Blois (6 Bände, 1837–45), Hrsg.
- Exposé de la doctrine saint-simonieinne (1838).
- Devoirs civiques des militaires (1838).
- Les prisons et le système pénitentiaire (1840).
- Mémoires de Barère de Vieuzac (4 Bände, 1842–44), Hrsg.
- L’esclavage colonial (1845).
- Les radicaux et la charte (1847).
- Le ministère de l’instruction publique et des cultes depuis le 24 février jusqu’au 5 juil. 1848 (1849).
- Mémoires sur Carnot, par son fils (1861–63), Hrsg. Digitalisat I, II.
- La révolution française, résumé historique (1867).
- Lazare Hoche (1874).